# The Soul Stirrers
The Soul Stirrers (Со́ул Сти́ррерз) — американская вокальная группа, поющая в стиле госпел. Подростком в ней в 1950 году начал свою музыкальную карьеру и прославился Сэм Кук.
В 1989 году группа была принята в Зал славы рок-н-ролла (в категории «Ранние влияния»), а в 2000 году — в Зал славы вокальных групп.
Как пишет на своём сайте Зал славы рок-н-ролла, «они [The Soul Stirrers] задали темп для христианских и попсовых вокальных групп и сыграли свою роль в качестве праотцов ритм-н-блюза. Как представители современного госпельного квартетного звучания ещё в [далёких] 1940-х — 1950-х годах, они вынесли госпел из поместных церквей и нашли для него общенациональную аудиторию. The Soul Stirrers радикально перекроили традиционный госпельный материал и написали много прошедших проверку временем собственных песен. Музыка [группы] The Soul Stirrers являла а собой переход от пения в стиле jubilee[en] к более ритмичному стилю и послужила в основой для ду-вопа и R&B».
Песня «By and By» в исполнении группы The Soul Stirrers входит в составленный Залом славы рок-н-ролла список 500 Songs That Shaped Rock and Roll.